# Cambia (Haute-Corse)
Cambia település Franciaországban, Haute-Corse megyében. Lakosainak száma 64 fő (2022. január 1.). Cambia San-Lorenzo, Carticasi, Érone, Pie-d’Orezza és Rusio községekkel határos.

## Népesség
A település népességének változása:
| Lakosok száma | 116  | 80   | 81   | 75   | 89   | 93   | 80   | 73   | 70   | 64   |
|               | 1968 | 1982 | 1990 | 2006 | 2013 | 2015 | 2017 | 2019 | 2020 | 2022 |